# Тукаево (Аургазинский район)
Тукаево (баш. Туҡай) — село в Аургазинском районе Республики Башкортостана России, центр Тукаевского сельсовета.

## Географическое положение
Расстояние до:
- районного центра (Толбазы): 26 км,
- ближайшей железнодорожной станции (Белое Озеро): 50 км.

## История
В «Списке населенных мест по сведениям 1870 года», изданном в 1877 году, населённый пункт упомянут как деревня Большая Тукаева (Боголюбова) 1-го стана Стерлитамакского уезда Уфимской губернии. Располагалась при речке Сухом Сакате, по левую сторону Оренбургского почтового тракта из Стерлитамака в Уфу, в 60 верстах от уездного города Стерлитамака и в 25 верстах от становой квартиры в деревне Толбазы (Адиль-Муратова). В деревне, в 59 дворах жили 347 человек (168 мужчин и 179 женщин, мещеряки, татары), была мечеть. Жители занимались земледелием, скотоводством, лесным промыслом.

## Население
| 2002 | 2009 | 2010 |
| ---- | ---- | ---- |
| 547  | ↘492 | ↗547 |

Согласно переписи 2002 года, преобладающая национальность — татары (76 %).

## Религия
В селе есть мечеть.

## Известные уроженцы
- Диваев, Абубакир Ахметжанович (1856—1932) — этнограф, лингвист-тюрколог, фольклорист.
- Диваев, Рашит Мансурович (1929—2010) — главный агроном колхоза «Октябрь» Аургазинского района БАССР, Герой Социалистического Труда.
- Чанышев, Якуб Джангирович (1892—1987) — генерал-лейтенант (1944).